# Мендоса, Алонсо де
Алонсо де Мендоса (исп. Alonso de Mendoza; 1471, Гарровильяс-де-Альконетар, Эстремадура — 26 июня 1549, Типуани, Ла-Пас) — испанский капитан, конкистадор и основатель города Нуэстра-Сеньора-де-Ла-Пас. Был направлен в Боливию Педро де ла Гаском для того, чтобы основать город в ознаменование наступления мира в перуанских колониях после поражения братьев Писарро.

## Ранний период жизни
Родился в период между 1471 и 1476 годами в Гарровильяс-де-Альконетар, Испанская империя. Покинул свою страну, увлечённый новостями о богатствах Нового Света и приключениями Франсиско Писарро и Диего де Альмагро, завоевавших Империю инков.

## Новый Свет
Алонсо де Мендоса участвовал в боевых действиях на территории современных Германии и Италии, прежде чем перебраться в Новый Свет. Считается, что он поселился на Кубе, когда Диего Веласкес де Куэльяр был губернатором, поскольку имя некоего Алонсо де Мендоса фигурирует в документе, подписанном в Гуануко и датированном 1520 годом. Затем появляется в Мексике на службе у Эрнана Кортеса и в Сан-Себастьян-дель-Пуэрто, откуда позже был изгнан по обвинению в агитации.

## Перу
Позже переехал в Перу, где познакомился с Франсиско Писарро, тогда находившегося в состоянии войны с Диего де Альмагро. Алонсо де Мендоса сражался в битве при Салинасе и в битве при Чупасе против Диего де Альмагро, который погиб в бою. После окончания боевых действий был назначен губернатором Чукисаки. В годы восстания Гонсало Писарро против императора Священной Римской империи Карла V Алонсо де Мендоса, возможно, действовал на обеих сторонах. К концу восстания служил под командованием Франсиско де Карвахаля, который назначил его капитаном и дал ему различные миссии в кампании против роялиста Диего де Сентено.
Педро де ла Гаска доверил ему отряд рыцарей в битве при Саксайуамане. Педро де ла Гаска решил покинуть Перу, но хотел оставить наследие и 7 апреля 1548 года уведомил капитана Алонсо де Мендосу, что ему поручено основать новый город в ознаменование победы королевских войск и наступления мира. К тому времени он также завладел золотыми приисками в районе Типуани.

## Основание Ла-Паса

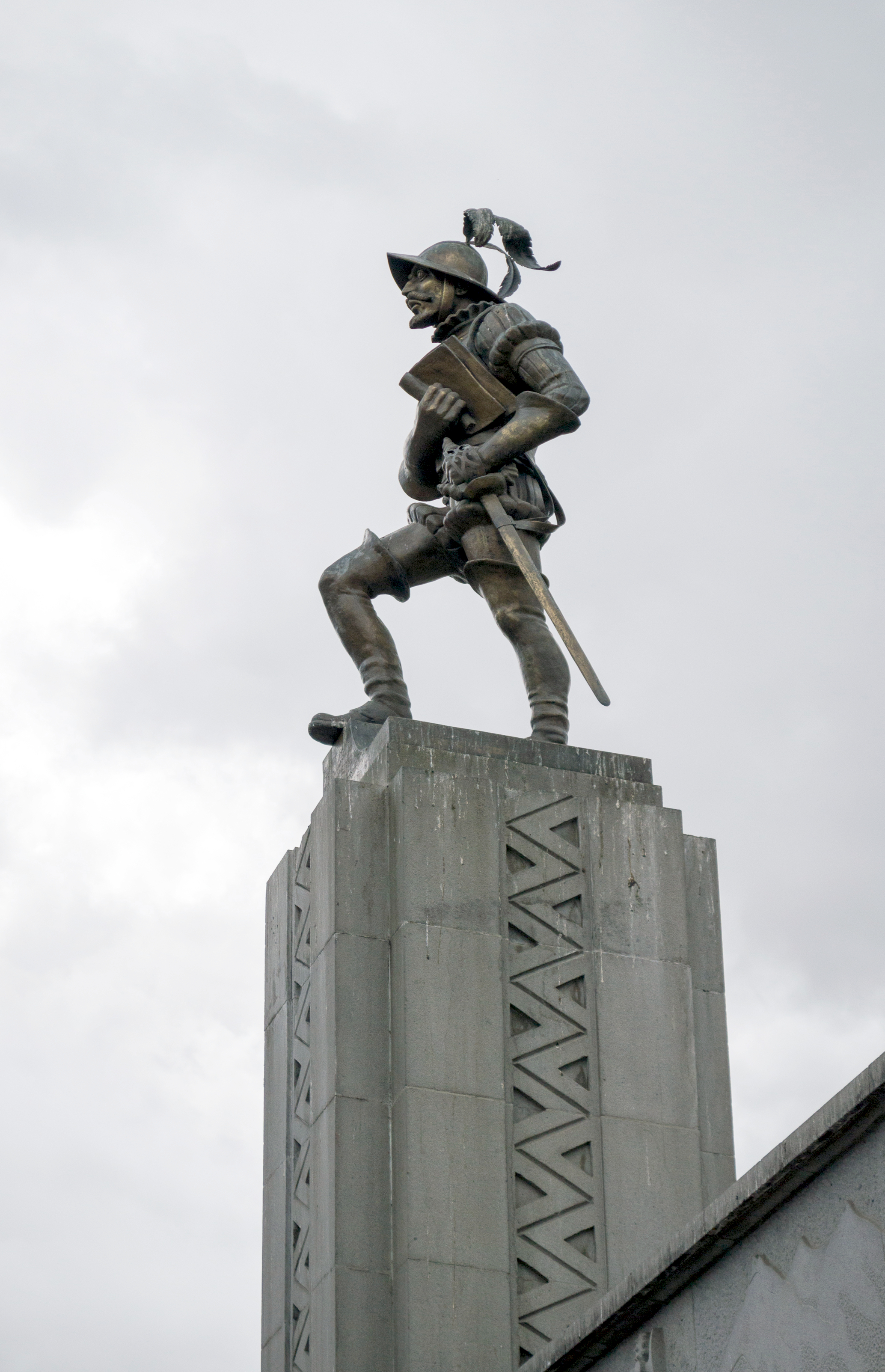
Статуя в честь Алонсо де Мендосы в Ла-Пасе.

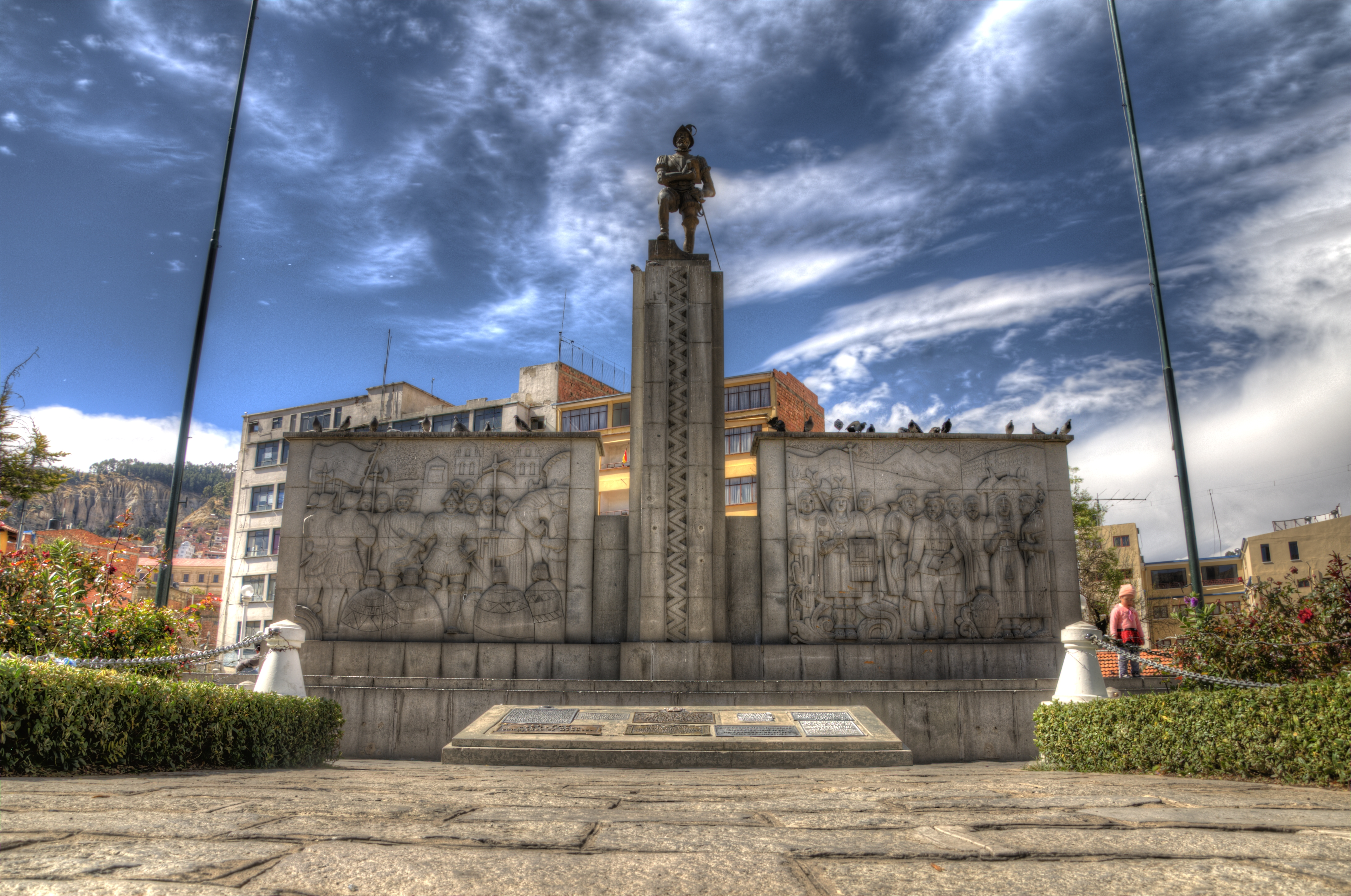
Площадь имени Алонсо де Мендосы в Ла-Пасе.

Три священника (Франсиско Моралес, Франсиско Ларока и Франсиско Алькосер) предложили Алонсо де Мендосе местонахождение для строительства нового города. Многие члены правительства вице-королевства Перу, комиссары и солдаты, священники и торговцы были знакомы с долиной, известной как Чукияву, рядом с горой Ильимани, и знали, что там была небольшая индейская деревня. Они восхищались красотой, гигантской, изрезанной и неправильной формы котлована долины с рекой. Туземцы называли реку Чукияпу или Чокеяпу («золотая река»).
Затем он подготовил документы для основания города, которое должно было состояться 20 октября 1548 года, но власти не смогли прибыть вовремя, поэтому капитан Мендоса приступил к работе по основанию города на месте индейской деревни Лаха в Андах. Через три дня состоялась официальная церемония. Моралес, Ларока и Алькосер разработали общий дизайн города.
Нуэстра-Сеньора-де-Ла-Пас стал частью маршрута, соединяющего Лиму с Потоси, городом, построенным вокруг самого богатого серебряного рудника в мире, на пути к золотым приискам Типуани и субтропической зоне Юнгас. Место было выбрано удачно и потому, что оно предлагало путешественникам хорошее место для отдыха и комфорта.

## Смерть
В 1549 году Алонсо де Мендоса получил задание бороться с индейским восстанием в Потоси. Его дальнейшая судьба неизвестна.

## В популярной культуре
- Памятная статуя в честь Алонсо де Мендосы расположена в Ла-Пасе на месте, где он основал город. Часть центра города Ла-Пас имеет название «Пласа Алонсо де Мендоса».
- В Ла-Гарровилье (Бадахос) главная площадь называется в честь Алонсо де Мендосы.
- В городе Гарровильясе (Касерес) в его честь назвали улицу «Капитан Мендоса».
- В 2003 году станция метро (линия 12) в Мадриде (Испания) названа в честь Алонсо де Мендосы.